# الساحة (نعمان)

تعديل مصدري - تعديل

الساحة هي إحدى قرى عزلة الساحة بمديرية نعمان التابعة لمحافظة البيضاء، بلغ تعداد سكانها 229 نسمة حسب تعداد اليمن لعام 2004.